# Lokanja vas
Lokanja vas – wieś w Słowenii, w gminie Slovenska Bistrica. W 2018 roku liczyła 121 mieszkańców.